# Матос Крус, Леонардо де
Леона́рдо де Ма́тос Круз, более известный как Лео Матос (порт.-браз. Leonardo de Matos Cruz; род. 2 апреля 1986[…], Нитерой, Рио-де-Жанейро) — бразильский футболист, защитник.

## Биография
Родился 2 апреля 1986 года в городе Нитерой (пригород Рио-де-Жанейро). В 2004 году стал игроком марсельского «Олимпика», за который не провёл ни одного матча. Выступал на правах аренды за «Фламенго», «Томбенсе», «Парана» и «Фигейренсе». В 2009 году перешёл в «Вила-Нова» из города Гояния.
27 февраля 2010 года подписал контракт с одесским «Черноморцем». 28 февраля 2010 года сыграл свой первый официальный матч за «Черноморец» в чемпионате Украины против симферопольской «Таврии». Лео Матос отыграл все 90 минут игры. 3 мая 2010 года стало известно, что по истечении срока контракта с клубом он получил статус свободного агента, однако новый контракт был вскоре подписан и Лео Матос продолжил выступать за «Черноморец». Летом 2010 года побывал на просмотре в «Ростове», однако команде не подошёл.
В апреле 2012 года стал вице-капитаном команды. В сезоне 2011/12 гг. стал лучшим бомбардиром «Черноморца», забив 8 голов в 22 матчах. В сезоне 2013/14 гг. Леонардо де Матос стал первым «легионером» в истории одесскогo «Черноморца», сыгравшим сто (100) официальных матчей в составе команды.
В конце мая 2013 года появилась информация о переходе Матоса в харьковский «Металлист», а в июне 2014 года в днепропетровский «Днепр». За 4,5 года бразилец провёл в составе «Черноморца» 123 официальных матчa и забил 14 мячей. Является рекордсменом «Черномореца» среди легионеров по числу проведённых матчей (120 игр, 13 мячей)
В конце июня 2014 года подписал четырёхлетний контракт с днепропетровским «Днепром».
В начале июня 2016 года подписал контракт с греческим клубом ПАОК.

## Достижения
«Черноморец» (Одесса)
- Финалист Кубка Украины: 2012/13

«Днепр»
- Финалист Лиги Европы УЕФА: 2014/15

ПАОК
- Чемпион Греции: 2018/19
- Обладатель Кубка Греции ('2:): 2016/17, 2017/18
- Вице-чемпион Греции (2): 2016/17, 2017/18

Сборная Бразилии
- Чемпион юношеского чемпионата мира (до 17 лет): 2003

## Личная жизнь
Женат.